# Tử Vi đại đế
Tử Vi đại đế (tiếng Trung: 紫微大帝) là một trong những vị thần tối cao trên thiên đình, là một trong Tứ Ngự của Đạo giáo.
Theo truyền thống Đạo giáo, tôn hiệu đầy đủ của ông là Trung Thiên Tử Vi Bắc Cực Thái Hoàng đại đế, con thứ của Đẩu Mẫu nguyên quân, là tinh quân của sao Tử Vi, nằm giữa bầu trời, hiệp trợ Ngọc Hoàng thượng đế quản lý sao trời, mặt trời, mặt trăng. Sao Tử Vi cũng được xem là ngôi sao chiếu mệnh của hoàng đế, đặc biệt là họa phúc của hoàng tộc.
Dưới trướng Tử Vi đại đế có bốn vị thánh, bao gồm Thiên Bồng nguyên soái, Thiên Du nguyên soái, Dực Thánh chân quân, Hữu Thánh chân quân.
Trong Phật giáo Hán truyền, Tử Vi đại đế vừa là một vị thần trong Đạo giáo; vừa được Thiền tông, Thiên Thai tông tôn làm một trong 24 vị chư thiên hộ pháp.

## Xuất hiện trong văn học
Trong Phong thần diễn nghĩa, Bá ấp Khảo vì cứu cha là Tây bá Xương mà bị giết hại, sau này được phong thần làm Tử Vi đại đế.